# Монклоа
Палац ла Монклоа — будинок, який розташований на північному сході Мадриду, в районі Монклоа-Аравака (Moncloa-Aravaca). Тут знаходиться офіційна резиденція Прем'єр-Міністра Іспанії. Палац також є місцем, де проживають Прем'єр-Міністр Іспанії з родиною.

## Історія
Побудований на початку XVII століття і належав родині графів де Монклоа.
Під час Громадянської війни в Іспанії він був вщент зруйнований. У сучасному вигляді відбудований у 1949-1953. У відповідності з законом від 15 липня 1954 палац разом з його садами визнаний Національним надбанням Іспанії.
Перші роки після відбудови виконував функції резиденції для керівників іноземних держав, які відвідували Іспанію з офіційними візитами.
Став офіційною резиденцією Прем'єр-Міністра Уряду Іспанії в 1977, коли до палацу переїхав тодішній Прем'єр-Міністр Адольфо Суарес.